# Samantha Arévalo
Samantha Michelle Arévalo Salinas (30 de septiembre de 1994, Cuenca) es una nadadora ecuatoriana de estilo libre. Representó a Ecuador en los Juegos Olímpicos de Londres 2012 en los 800 metros libre, donde obtuvo la vigésima novena posición, en la general con un tiempo de 8:49.29, nuevo récord nacional. Samantha vive en Macas y además se considera ya parte de la historia de Ecuador además de Mariuxi Febres-Cordero
(Cinco veces campeona sudamericana de natación).

## Trayectoria

### Juegos Bolivarianos 2013
Ivan Enderica y Samantha Arévalo volvieron a conquistas la competencia de aguas abierteas en los juegos bolivarianos Trujillo 2013. Ivan en la rama masculina quedó en tiempo 1:57:51 y se ubicó en el primer lugar con medalla de oro y Samantha terminó la participación con medalla de bronce . A los ecuatorianos no les importó a estar a una temperatura baja, aunque sus otros contrincantes se retiraron por Hipotermia.

### Toronto 2015
En un principio se anunció que la nadadora ecuatoriana obtuvo el oro panamericano, pero tras analizar los resultados, se descubrió que Samantha Arévalo se quedó con el bronce por una décima de segundo. La ganadora fue la estadounidense Eva Fabian.El tiempo de la vencedora fue de 2:03:17.0, Samantha Arévalo, terminó en 2:03:167.1.

### Río de Janeiro 2016.
Esta nadadora ecuatoriana quedó en el noveno lugar en prueba femenina de 10 km a Aguas abiertas.Obtuvo un tiempo de 1:57:27.
Se convirtió en la primera nadadora ecuatoriana en participar en una maratón acuática de 10km.

### Mundial Absoluto de Natación 2017
Samantha obtuvo la medalla de plata al quedar en segundo lugar en la prueba de 10 kilómetros del Mundial Absoluto de Natación realizada el 16 de julio, en la modalidad de aguas abiertas, en la que tuvo lugar en Budapest en Hungría. Arévalo ganó con un tiempo de 2:00:17.00.

### Juegos Bolivarianos XVIII, 2017
En los juegos realizados el 17 de noviembre en Santa Marta, Colombia. Arévalo obtuvo la medalla de oro en la prueba de 5 km y 10 km bajo la modalidad de Aguas Abiertas con un tiempo de 2:21:45.98.

### Juegos Bolivianos de Santa Marta 2017
La nadadora de 23 años obtuvo el tercer lugar en la competencia de 400 m en estilo libre con un tiempo de 4:16:98.

### Prueba de las series mundiales de aguas abiertas 2018
Arévalo participó en la primera prueba de las series mundiales de aguas abiertas de 10 km realizadas el 17 de marzo en Doha, en donde quedó undécima con un tiempo de 2:02.33.70 con una diferencia de 9 segundos de la nadadora holandesa Sharon Van Rouwendaal.

### La natación de Cochabamba 2018
El 27 de mayo se dieron los juegos Suramericanos en Cochabamba, Bolivia, donde las pruebas de natación en aguas abiertas se hicieron en la Represa La Angostura. En este deporte se disputaron 17 eventos femeninos, en el cual Samantha Arévalo consiguió la medalla de plata para el Ecuador, con un tiempo de 9:00".95.